# Ursin Durand
Ursin Durand (* 20. Mai 1682 in Tours; † 31. August 1771 in Paris) war ein französischer Benediktiner der Mauriner-Kongregation und Historiker.

## Leben
Er legte im Alter von 19 Jahren sein Gelübde im Kloster Marmoutier (Elsass) ab und widmete sich danach vor allem dem Studium der Diplomatik. Im April 1709 schloss er sich seinem Mitbruder Edmond Martène an, als dieser eine Reise durch Frankreich machte, um Material für eine Neuausgabe einer Gallia Christiana zu sammeln. Nachdem sie die Archive von mehr als 800 Abteien und hundert Kathedralen besucht hatten, kehrten sie 1713 in das Abtei Saint-Germain-des-Prés zurück, beladen mit allen Arten von historischen Dokumenten, von denen viele in die Gallia Christiana einflossen, während andere in einem separaten Werk, dem Thesaurus novus anecdotorum (5 Bände, Paris, 1717) veröffentlicht wurden.
1718 begannen die beiden Mauristen eine Reise durch Deutschland und die Niederlande, um Material für Martin Bouquets Rerum Gallicarum et Francicarum Scriptores zu sammeln. Daneben sammelten sie eine große Menge von anderen historischen Dokumenten, die sie in einer größeren Arbeit veröffentlichten, der Veterum scriptorum et monumentorum historicorum, dogmaticorum et moralium amplissima collectio (9 Bände, Paris, 1724–33). Dazu publizierten sie in französischer Sprache einen Bericht über ihre Reisen: Voyage littéraire de deux religieux bénédictins de la Congrégation de St. Maur (2 Bände, Paris, 1717 und 1724).
Neben den Werken, die Durand gemeinsam mit Martène veröffentlichte, arbeitete er auch mit Maur Dantine und Charles Clémencet an einer französischen diplomatischen Arbeit mit dem Titel L’Art de vérifier les dates, führte Constants Collection of Papal Letters fort, unterstützte Sabatier bei der Herausgabe der Itala und trug zu zahlreichen weiteren Mauriner-Publikationen bei.
1734 wurde er auf Betreiben von Cardinal de Bissy aus dem Kloster Saint-Germain verbannt, da er Jansenist und „Appellant“ war. Er wurde ins Kloster Saint-Éloi in Noyon gesandt, konnte aber nach zwei Jahren in das Kloster der Blanc-Manteaux in Paris wechseln, wo er die letzten 35 Jahre seines Lebens mit literarischen Studien verbrachte.

## Werke

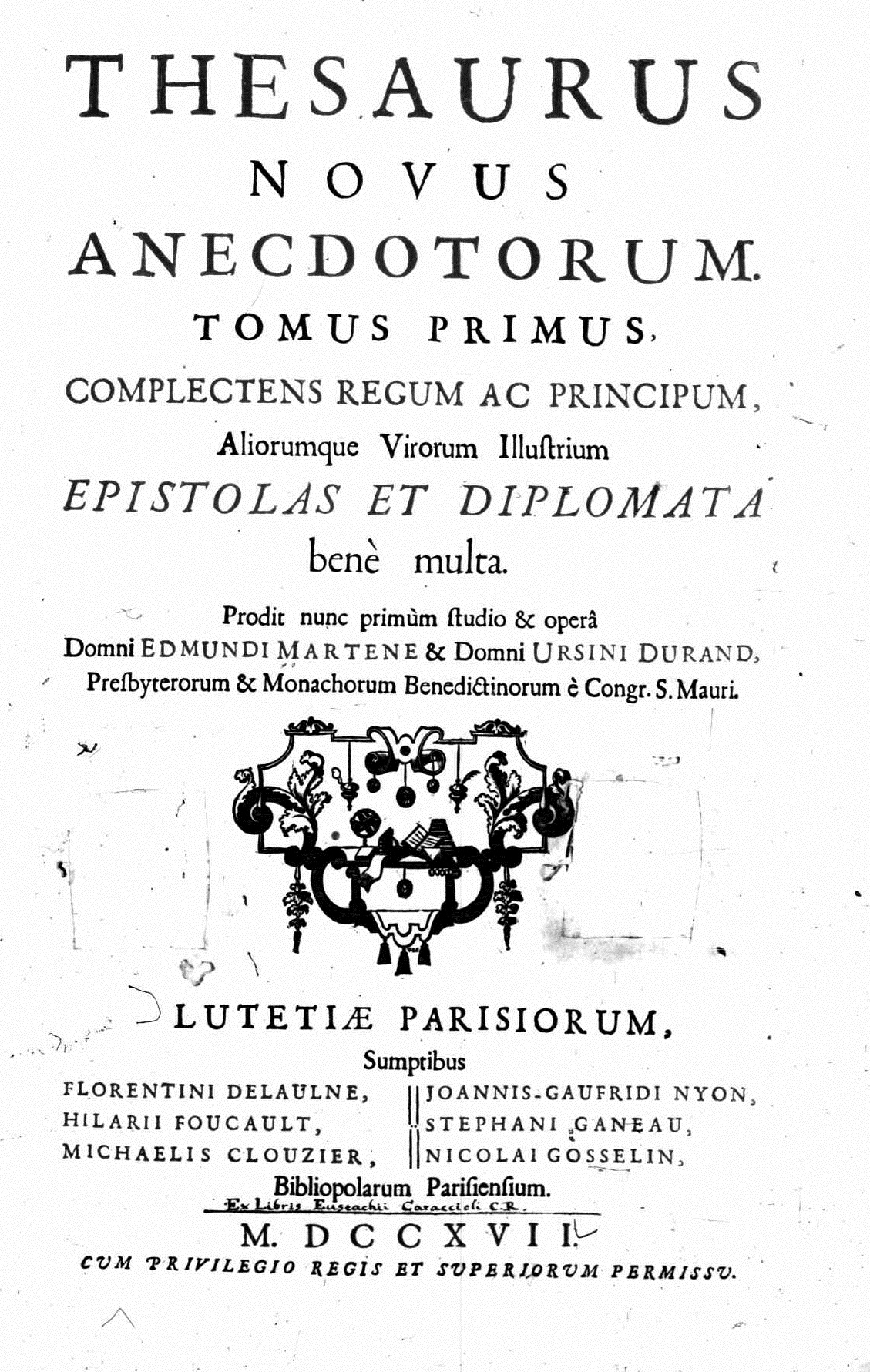
Thesaurus novus anecdotorum, 1717

- Thesaurus novus Anecdotorum, 5 Band in-folio, Paris, 1717.
  - Thesaurus novus anecdotorum. Band 1. Florentin Delaulne, Paris 1717 (Latein, beic.it).
  - Thesaurus novus anecdotorum. Band 3, 1717 (Latein, beic.it).
- Veterum scriptorum et monumentorum historicorum, dogmatiorum et moralium amplissima collectio, 9 vol. fol., Paris, 1724–1733.
  - Veterum scriptorum et monumentorum historicorum, dogmaticorum, moralium amplissima collectio. Band 4, 1729 (Latein, beic.it).
  - Veterum scriptorum et monumentorum historicorum, dogmaticorum, moralium amplissima collectio. Band 5, 1729 (Latein, beic.it).
  - Veterum scriptorum et monumentorum historicorum, dogmaticorum, moralium amplissima collectio. Band 9, 1733 (Latein, beic.it).
- Voyage littéraire de deux Religieux Bénédictins de la Congrégation de Saint-Maur, 2 Band, Paris, 1717 und 1724.
- L’Art de vérifier les dates (mit Maur Dantine und Charles Clémencet), 1750
  - L’Art de vérifier les dates, 1770
  - L’Art de vérifier les dates, 1818–1819, 5 Band